# جيمس سميث (مندوب)
جيمس سميث (بالإنجليزية: James Smith) (و. 1719 – 1806 م) هو كاتب من مملكة بريطانيا العظمى. ولد في أولستر.
توفي في يورك، بنسلفانيا، عن عمر يناهز 87 عاماً.

## التعليم
تعلم في جامعة بنسلفانيا.